# Potamon-See
Der Potamon-See (griechisch Λίμνη Ποταμών, Limni Potamon) ist ein Stausee in der Nähe der griechischen Stadt Rethymno auf Kreta. Er stellt die Wasserversorgung der Stadt Rethymno  und ihrer Umgebung sicher.
Der Potamon-See ist der größte Süßwasser-See Kretas.

## Lage
Der See befindet sich in einer Entfernung ca. 14 km Luftlinie südöstlich von Rethymno in der Nähe der Dörfer Prasses und Voleones am Ausgang des fruchtbaren Amari-Tals.

## Das Wasser im See
Der  See hat eine Fläche von 16 Quadratkilometern, seine maximale Tiefe beträgt 54 Meter. Das Speichervolumen beträgt 22,5 Millionen Kubikmeter.  Der Stausee hat eine Uferlänge von zwölf Kilometern. In den See münden der Bach der Patsos-Schlucht und der Bach Stavromana, der bei Agia Fotini entspringt.

## Der Staudamm
Der Staudamm des Potamon-Sees, der auch Amari-Damm (griechisch Φράγμα του Αμαρίου) genannt wird, besteht aus einer Erdaufschüttung. Seine Höhe beträgt vom Fuß bis zur Krone 55 Meter. Am Fuß ist der Damm 310 Meter breit und an der Krone 10 Meter.

## Baugeschichte
Nach Vorüberlegungen und -planungen, die bis in die 1960er-Jahre zurückreichten, begannen 1996 die Bauarbeiten. Fertiggestellt wurde der See im Jahre 2008. Das Projekt wurde zu 75 % von der Europäischen Union finanziert. Die Baukosten beliefen sich auf 50 Millionen Euro.

## Flora und Fauna
Der Potamon-Stausee ist eines der bedeutendsten Feucht-Biotope im östlichen Mittelmeerraum. Es haben sich bereits zahlreiche Vögel und andere Tierarten angesiedelt.
Im Juli 2014 wurde im See ein zwei Meter langes Krokodil gesichtet. Das Reptil, bei dem es sich offenbar um ein freigelassenes Haustier handelt, wurde seitdem mehrfach fotografiert und gefilmt, konnte jedoch nicht eingefangen werden. In den Medien wird es „Sifis“ (Verkleinerungsform von Josef griechisch Ἰωσήφ) genannt. Anfang 2015 wurde das Krokodil treibend im Stausee tot aufgefunden.